# Can Cortada (Esplugues de Llobregat)
|  | Per a altres significats, vegeu «Can Cortada (desambiguació)». |

Can Cortada és una masia d'Esplugues de Llobregat (Baix Llobregat), catalogada com a bé cultural d'interès local.

## Història
Possiblement fou edificada al segle xv. El 1630, Antoni Matheu va vendre la propietat al mercader Jaume Cortada i Sala, i des de les aleshores fou coneguda com a Can Cortada. El 1768, Rafael d'Amat i de Cortada, senyor de Maldà i de Maldanell, va fer reformar aquesta casa tot donant-li l'aspecte actual.
A la mort de Maria Dolors de Càrcer i de Ros el 1939, la finca passà a mans del seu fill Joaquim de Vilallonga i de Càrcer, comte de Sant Miquel de Castellar, que un any després, en va fer restaurar l'interior i esdevingué una gran mansió senyorial.

## Descripció
És una casa pairal emplaçada damunt d'un pla i orientada a migdia; consta de planta baixa, pis i golfes. Destaca l'extraordinària longitud de la façana. La façana principal està formada per dues entrades adovellades, i per set balcons setcentistes amb barana de ferro forjat, la qual es recolza sobre cinc volutes; el seu paviment és de ceràmica vidriada. Les golfes s'obren a l'exterior per una galeria de dotze arcs de mig punt i dos més a major distància. A la part posterior hi ha un altre accés, alçat del nivell del sòl, amb escala de barana de ferro forjat.